# Campionati del mondo di ciclismo su pista 1971
I Campionati del mondo di ciclismo su pista 1971 si svolsero presso il Velodromo Luigi Ganna (oggi Stadio Franco Ossola) a Varese, in Italia.

## Medagliere
| Posiz. | Nazione          | Oro | Argento | Bronzo | Totale |
| ------ | ---------------- | --- | ------- | ------ | ------ |
| 1      | Unione Sovietica | 3   | 2       | 0      | 5      |
| 2      | Belgio           | 2   | 1       | 0      | 3      |
| 3      | Paesi Bassi      | 1   | 2       | 1      | 4      |
| -      | Germania Ovest   | 1   | 2       | 1      | 4      |
| 5      | Francia          | 1   | 1       | 2      | 4      |
| 6      | Germania Est     | 1   | 1       | 0      | 2      |
| 7      | Italia           | 1   | 0       | 3      | 4      |
| 8      | Colombia         | 1   | 0       | 0      | 1      |
| 9      | Danimarca        | 0   | 1       | 0      | 1      |
| -      | Svizzera         | 0   | 1       | 0      | 1      |
| 11     | Cecoslovacchia   | 0   | 0       | 2      | 2      |
| 12     | Regno Unito      | 0   | 0       | 2      | 2      |
|        | Totale           | 11  | 11      | 11     | 33     |